# Кштутдак (река)
Кштутдак (тадж. Киштӯдак) — река протекающая по территории Пенджикентского района Согдийской области Таджикистана. Правый приток реки Зеравшан впадающий в него в 636 км от устья. Берёт начало на южных склонах Туркестанского хребта в 2 км на юге от высоты с отметкой 3136,2 метра над уровнем моря. В нижнем течении протекает по западной окраине одноимённого посёлка. Выше посёлка по течению выведен канал для орошения земель расположенных в районе скотного двора.
Длина — 13 км. Площадь водосбора — 67,3 км². Количество рек протяжённостью менее 10 км расположенных в бассейне Кштутдак — 15, их общая длина составляет 30 км.